# Hana Mašková
Hana Mašková, född 26 september 1949 i Prag, död 31 mars 1972 i Vouvray, var en tjeckoslovakisk konståkare.
Hon blev olympisk bronsmedaljör i konståkning vid vinterspelen 1968 i Grenoble.